# Anathem
Anathem è un romanzo di fantascienza di Neal Stephenson pubblicato nel 2008. I temi principali includono l'Interpretazione a molti mondi della meccanica quantistica e il dibattito filosofico tra il realismo platonico e il formalismo conoscitivo kantiano.
Ha ricevuto il premio Locus come migliore romanzo di fantascienza ed è stato candidato a numerosi premi, tra cui Hugo, Clarke, Campbell Memorial.
In Italia è stato pubblicato nel 2010, diviso in due volumi: Anathem - Il pellegrino e Anathem - Il nuovo cielo.

## Trama
Anathem è ambientato nel pianeta Arbre. Millenni prima degli eventi del romanzo, la società descritta era sull'orlo del collasso. Gli intellettuali si rinchiusero nei concenti, molto simili alle comunità monasteriche, finalizzati agli sforzi intellettuali anziché alle pratiche religiose.
Qui gli avout -intellettuali che vivono sotto il voto e separati dal potere secolare, i fraa (dal latino frater) per i maschi e le suur (dal latino soror) per le femmine- hanno un limitatissimo accesso agli strumenti di scienza e vivono sotto il divieto di possedere o usare qualunque tecnologia avanzata, tranne per carta e penna.
La sorveglianza è affidata all'inquisizione, che risponde all'esterno (il mondo esterno è conosciuto come Potere secolare).
Agli avout viene impedito di comunicare in qualunque modo con il mondo esterno, tranne in periodi specifici noti come Apert, durante i quali, per 10 giorni, vengono aperte le porte dei Concenti (attraverso un complicato meccanismo ad orologeria).
L'Apert avviene una volta ogni anni, o decade, o secolo, o millennio, a seconda della frequenza in cui uno specifico gruppo di avout è permesso di interagire con il mondo esterno. A seconda di questa frequenza, gli avout si classificano in Unari, Decennali, Secolari o Millenni.
Per questa ragione i cambiamenti all'interno dei Concenti sono molto lenti, contrariamente a quelli del mondo secolare.
L'interazione tra gli Avout e il potere secolare non è, comunque, limitata agli Apert. Il potere secolare può "Vocare", o rimuovere dai concenti, gli Avout, nel caso in cui sia necessario il loro sapere e le loro conoscenze teoriche su questioni che riguardano il secolo.
Il narratore e protagonista, Erasmas, è un fraa del Concento di Saunt Edhar (Saunt, abbreviato St. è la contrazione dell'antico termine savant ed è il titolo conferito agli intellettuali più influenti e meritevoli del passato). Il suo primo mentore, Orolo, scopre un'astronave aliena sull'orbita di Arbre — fatto che il Potere Secolare cerca di nascondere in tutti i modi. L'astronave si tiene sempre in controluce rispetto al sole e quindi non può essere individuata facilmente. Orolo osserva in segreto l'altronave aliena utilizzando strumenti che sono proibiti dalla Disciplina Cartesiana. Erasmas non è al corrente della ricerca di Orolo finché non lo scopre casualmente dopo che Orolo stesso è stato cacciato dal concento perché trovato in possesso delle tecnologie bandite.
La legge della seconda disciplina che regola la vita degli avout - che vieta agli avout di possedere qualsiasi oggetto tranne due capi di abbigliamento (il drappo e la corda) e una sfera dai molteplici usi e impedisce l'uso di qualunque tecnologia tranne carta e penna - è stata scritta dopo il Terzo Sacco, quando il potere secolare ha saccheggiato tutti i concenti. il Terzo Sacco fu causato dalla convinzione del potere secolare che gli avout, in particolare i millenni, avessero sviluppato una prassi (senza l'uso di nessuno strumento tranne mente stessa) che permetteva loro di modificare il passato o il futuro attraverso un metodo sconosciuto, rendendolo così molto più pericoloso di qualunque tecnologia "reale".
Venne più avanti riconosciuto come una sorta di interpretazione del multiverso, la creazione di molteplici narrative, dove la coscienza e la percezione della realtà viene sottoposta ad uno "spostamento" che comporta la percezione di una realtà diversa.
Tutto questo viene spiegato attraverso le teorie quantistiche, un fenomeno conosciuto come collassamento d'onda di fase: nel cervello sono presenti differenti cosmi, ciascuno dei quali inizia ad esistere quando le funzioni d'onda che lo descrivono vengono osservate e quindi collassano in una singola onda che permette al cervello di percepire la realtà.
Nel romanzo sono presenti molte discussioni (sotto forma di dibattiti tra i protagonisti) su come avvengono questi "spostamenti". In generale prende forma l'idea che le informazioni possano scorrere tra differenti cosmi (definiti come "Narrative") che seguono il modello dei grafi acicicli diretti, dove molte informazioni possono scorrere solo in una direzione. Queste premesse sono dettagliate nelle appendici del romanzo, dove i dibattiti vengono esplicitati (chiamate "calche") e permettono di capire gli eventi descritti in seguito.
Dopo una prima introduzione del contesto degli avout, il protagonista si innamora di una sua amica, Suur Ala, sempre appartenente al concento di Saunt Edhar.
Subito dopo, il potere secolare la voca con molti altri avout e il protagonista non si aspetta di poterla rivedere. Erasma, ancora triste per l'anatema di Orolo, si tuffa nel lavoro di studio segreto della nave aliena. Presto il segreto non rimane più tale e vengono coinvolti molti altri avout nello studio.
Alcune settimane dopo, un raggio laser illumina (senza causare alcun danno) la zona millenaria del concento di Saunt Edhar e il segreto della navicella viene scoperto.
A questo punto il potere secolare evoca molti altri avout tra cui lo stesso Erasmas e i suoi amici e un millennio - Fraa Jad.
Ad Erasmas ed agli altri avout viene detto di viaggiare fino al concento di Saunt Tredegarh, a 2000 miglia di distanza. Ma Erasmas ed alcuni suoi amici decidono di trovare prima Orolo, considerato il maggior esperto delle questioni relative all'astronave aliena. Gli avout vocati si trovano quindi supportati da persone non avout (i cosiddetti extramuros) che, volontariamente, decidono di supportare gli avout nel loro viaggio. Questo anche perché agli avout vocati non viene dato nessun aiuto per raggiungere la destinazione del voco e il mistero che circonda i concenti fa sì che ci siano sempre persone disposte ad aiutare gli avout in difficoltà. Tra questi volontari c'è anche la sorella adottiva del protagonista, Cord.
Il gruppo ristretto di avout e extramuros alla ricerca di Orolo, iniziano il viaggio verso il Megalite di Bly, considerata la destinazione migliore per Orolo affinché potesse continuare i suoi studi sull'astronave. Una volta arrivati a destinazione i viaggiatori scoprono che Orolo è già partito verso una successiva destinazione, sconosciuta. Fraa Jad, che fino a quel momento ha sempre dimostrato di avere intuizioni geniali, preme affinché Erasmas vada verso Nord, attraversando il polo nord di Arbre. Erasmas accetta, selezionando un ristretto gruppo di accompagnatori, mentre i rimanenti viaggiatori riprendono la strada per arrivare alla destinazione originale. Mentre sono in viaggio, deducono (analizzando delle fotografie trovate nella camera di Orolo al megalite di Bly) che la destinazione di Orolo dovrebbe essere il concento di Orithema, nell'emisfero opposto rispetto al Megalite di Bly. L'intuizione di Fraa Jad si rivela quindi corretta, attraversando il polo nord i viaggiatori possono raggiungere la loro destinazione.
Durante questa seconda fase del viaggio, il protagonista scopre che gli alieni sono stati denominati, dal potere secolare, i Geometri perché sullo scafo della loro astronave è disegnato la dimostrazione del teorema di Pitagora (che nel mondo di Arbre si chiama teorema di Adrakhones.
Dopo un pericoloso attraversamento del polo artico di Arbre, Erasmas e i suoi compagni di viaggio arrivano sull'isola dove suppongono si sia nascosto fraa Orolo, in un insediamento simile alla struttura dei concenti, chiamato Orithena. Qui il protagonista trova fraa Orolo e inizia una serie di dialoghi con il suo vecchio mentore sulla natura del cosmo e della coscienza e di come fraa Orolo sia arrivato alla conclusione che i Geometri non sono alieni provenienti da un altro pianeta, bensì provenienti da un altro universo, direttamente influenzato da Arbre. Nel mezzo di una di queste conversazioni, una piccola navetta stellare atterra in Orithena. Una donna Geometra è dentro la navicella, morta a seguito di colpi di arma da fuoco nella schiena. All'interno della navetta sono presenti quattro campioni differenti di sangue, probabilmente dei Geometri, ed alcuni esempi della loro tecnologia. Subito dopo, l'esercito del potere secolare di Arbre irrompe nella struttura. Poco dopo, infine, un paletto di enormi dimensioni viene lanciato dall'astronave principale dei Geometri, diretto dentro il vulcano inattivo a fianco della struttura di Orithena, causando una fuoriuscita di lava. L'esercito si trova quindi obbligato ad evacuare l'isola. Fraa Orolo si sacrifica per poter mettere in salvo il corpo della Geometra. In seguito questo gesto gli varrà il titolo di Saunt Orolo.
Trasportato dall'esercito, il protagonista e i suoi amici raggiunge la destinazione iniziale del suo convox, il concento di Tredegarh, che risulta essere un raduno di avout selezionati da tutti i concenti, chiamati per aiutare il potere secolare a capire chi sono i Geometri e quali sono le loro intenzioni. Qui fraa Erasmas trova tutti i suoi amici fraa e suur (compresa suur Ala di cui è innamorato) che sono stati convocati. Attraverso incontri ristretti sotto forma di cene, gli avout mettono insieme le poche informazioni in loro possesso per capire qualcosa di più dei Geometri. Ben presto i discorsi si spostano sull'interpretazione multi-mondo che, attraverso lo studio dei campioni di sangue e dei resti della navicella, risulta essere la versione più accreditata per capire l'origine degli alieni. A queste cene ristrette partecipano un gruppo di avout anziani supportati da avout più giovani che si devono comportare come loro servitori. Dopo alcuni giorni fraa Erasmas scopre che, a seguito di alcune deduzioni, uno dei partecipanti è proprio un Geometra infiltrato. Dopo essere stato smascherato, il Geometra (che si presenta come Jules Verne Durand, racconta dei conflitti interni ai Geometri, che li vede divisi in due fazioni. La fazione più forte, al momento del racconto, è quella che intende attaccare Arbre per fare razzie di risorse, mentre la fazione opposta si propone per aprire un negoziato. Jules Durand (che appartiene alla fazione favorevole al negoziato) si offre di supportare il movimento di resistenza su Arbre, supponendo che questa sua decisione possa portare ad una conclusione pacifica.
Dopo aver smascherato l'infiltrato, la paura di un attacco da parte dei Geometri spinge i partecipanti al Convox a disperdersi secondo un piano noto come anti-nugulo, la dispersione degli avout dentro il mondo secolare. Erasmas e alcuni dei suoi vecchi amici si trovano nella stessa cellula in direzione di un concento disperso dove si dirigono per organizzare le prossime mosse. L'anti-nugulo prevede un piano in cui ciascuna cellula svolge un ruolo importante, rimanendo in contatto attraverso la rete di comunicazione nota come Reticolo. Il protagonista riceve presto comunicazione di prepararsi ad essere lanciato nello spazio in direzione dell'astronave dei Geometri (che ora si scopre chiamarsi, attraverso Jules Durand, Daban Urnud) per disattivare le armi nucleari che si suppone abbia a bordo. Vengono lanciati nello spazio con speciali tute spaziali su mini astronavi in grado di trasportare una sola persona, un lancio da 120 capsule con gli astronauti (una decina in tutto), viveri e strumenti per la sopravvivenza. Inoltre, a tutti loro, viene fatto ingerire un Pillolone, inizialmente supposto come strumento di monitoraggio delle attività vitali, in seguito scoperto essere una carica nucleare miniaturizzata (l'Ammazzatutto). Si viene quindi a sapere un piano di riserva che, se fallito quello principale, trasformerebbe la missione in una missione suicida.
Dopo alcuni giorni passati in orbita geostazionaria in attesa del momento più adatto, il gruppo abborda la nave. Quila storia si divide in Narrative differenti, secondo quanto descritto nel libro come narrativa multi-verso. Alcuni avout esperti di arti marziali distruggono l'arma nucleare dei Geometri, sacrificandosi però nell'attacco. In una Narrativa, fraa Jaad porta Erasmas nel centro di comando dell'astronave dove si scopre che l'avout millenario ha usato i suoi poteri da Incanter per evocare la nave dal cosmo di provenienza. In un'altra Narrativa, Erasmas innesca l'Ammazzatutto, morendo e distruggendo la nave.
Nell'ultima Narrativa, quella poi che porta alla conclusione del libro, Erasmas si sveglia in un ospedale all'interno dell'astronave dove gli viene spiegato che fraa Jad è morto subito dopo il decollo da Arbre, nonostante i ricordi di Erasmas siano ancora legati alle altre Narrative dove fraa Jad è sopravvissuto. Fraa Jad ha però fatto anche capire che gli avout Millenari (siano essi Retori o Incanter) sono in grado di operare da universi differenti, quindi fraa Jad è probabilmente sopravvissuto in qualche altro universo o Narrativa.
Erasmas scopre preso che è stata organizzata una delegazione da Arbre, compresa suur Ala e sua sorella Cord. Una cerimonia funebre viene svolta per celebrare tutti i morti nella battaglia e un trattato di pace viene sottoscritto sia dalle due fazioni dei Geometri, sia dagli abitanti di Arbre. Sul pianeta Arbre, nel frattempo, il potere secolare accorda agli avout di poter uscire liberamente dai concenti e avere uguali poteri e diritti dei cittadini normali. Il popolo di Arbre inaugura così una nuova epoca, nota come Seconda Ricostruzione, rivedendo alcune delle restrizioni e degli stili di vita imposti agli avout (compreso, per esempio, il divieto di procreazione che veniva imposto attraverso apposite sostanze nel cibo). Erasmas e i suoi amici si trovano quindi a dover costruire un nuovo concento, che però Erasmas assicura che non si chiamerà così, dedicato a Saunt Orolo. La scena finale vede il celebrarsi del matrimonio tra fraa Erasmas e Suur Ala, nonché di sua sorella Cord con uno dei compagni di viaggio, Yulessatar Crade.